# S100A8
S100A8‏ (S100 calcium binding protein A8) هوَ بروتين يُشَفر بواسطة جين S100A8 في الإنسان.